# Piazza Indipendenza (Roma)
Piazza dell'Indipendenza è una piazza del rione Castro Pretorio a Roma.

## Storia
Sorta nel nuovo quartiere costruito dopo la presa di Roma nel 1870, il nome venne scelto per ricordare le guerre d'indipendenza italiane così come i nomi di tutte le vie della zona, destinata ad accogliere tutta la nuova classe dirigente piemontese di alto livello e la nobiltà.

## Descrizione
Nella piazza si incrociano le vie Solferino e Via Goito/Via dei Mille, i due assi viari fondamentali del piccolo quartiere.
Sulla piazza si affacciano diversi edifici che hanno fatto la storia d'Italia: la sede della Federconsorzi fino al suo fallimento nel 1991, il Palazzo dei Marescialli sede del Consiglio Superiore della Magistratura, l'appartamento dove è morto nel 1957 Giuseppe Tomasi di Lampedusa, la sede centrale del Corriere dello Sport e altro ancora.

## Galleria d'immagini

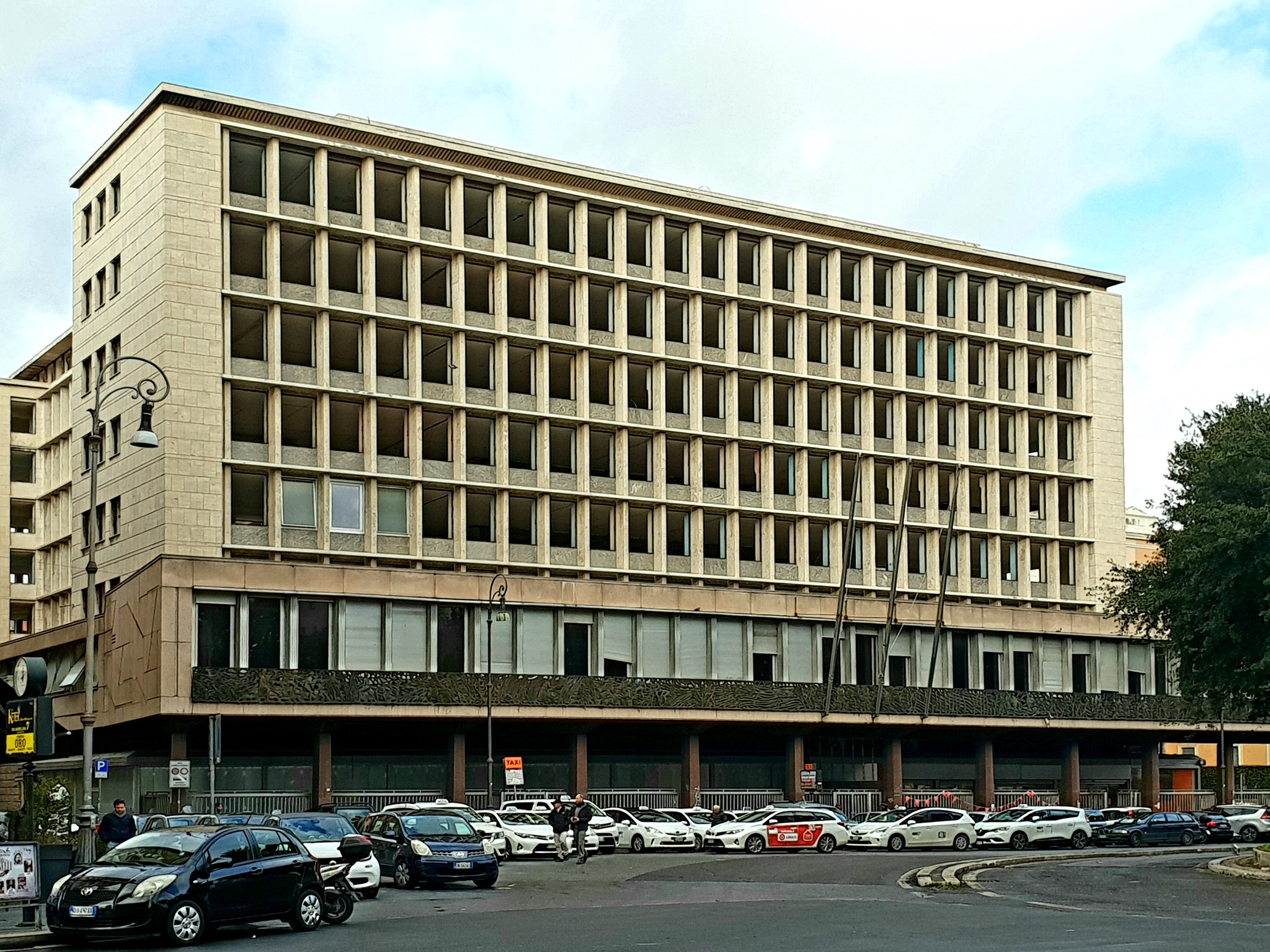
Sul lato occidentale si trova la ex-sede della Federconsorzi, ente agricolo esistito fino al 1991. Oggi sede romana della KPMG.
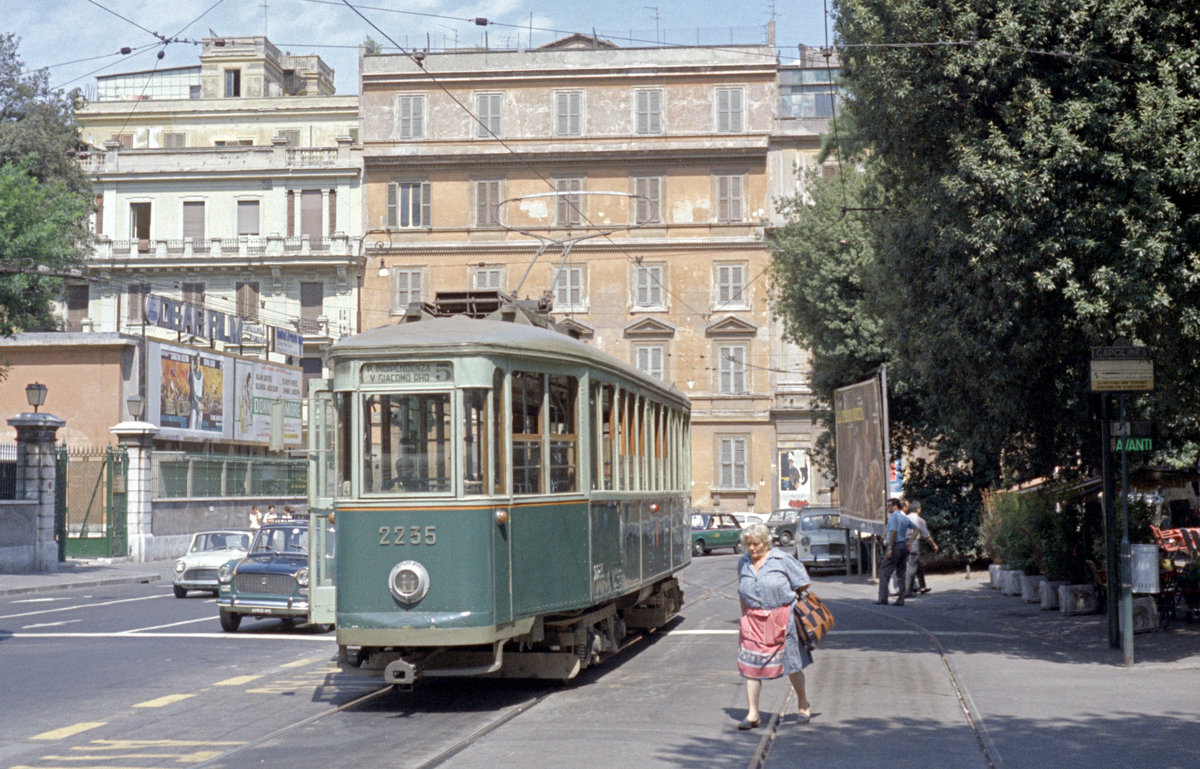
Il lato nord nell'agosto 1970
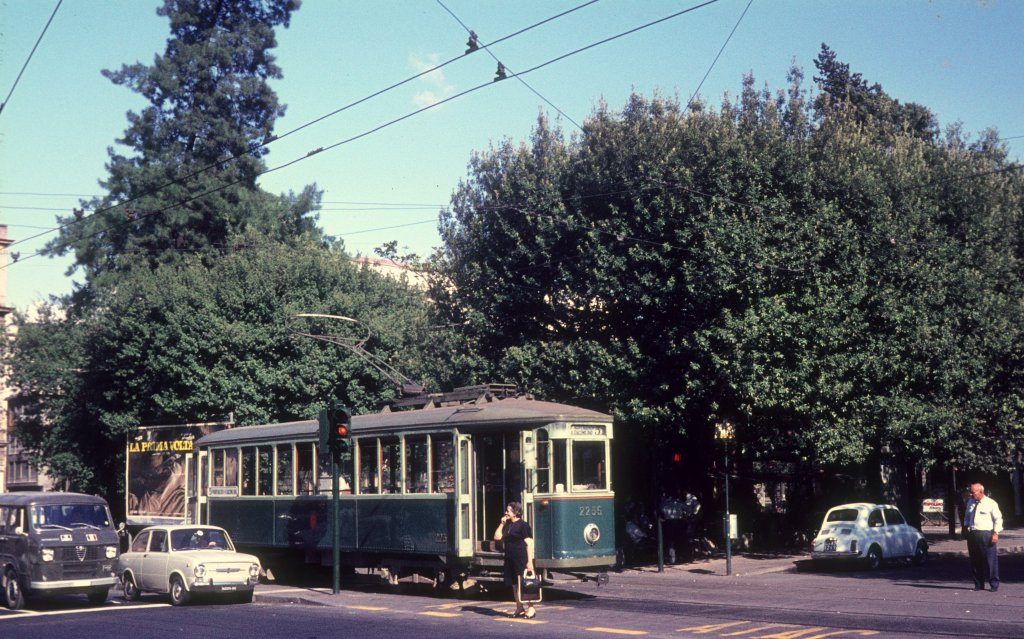
L'incrocio centrale della piazza nell'agosto 1970
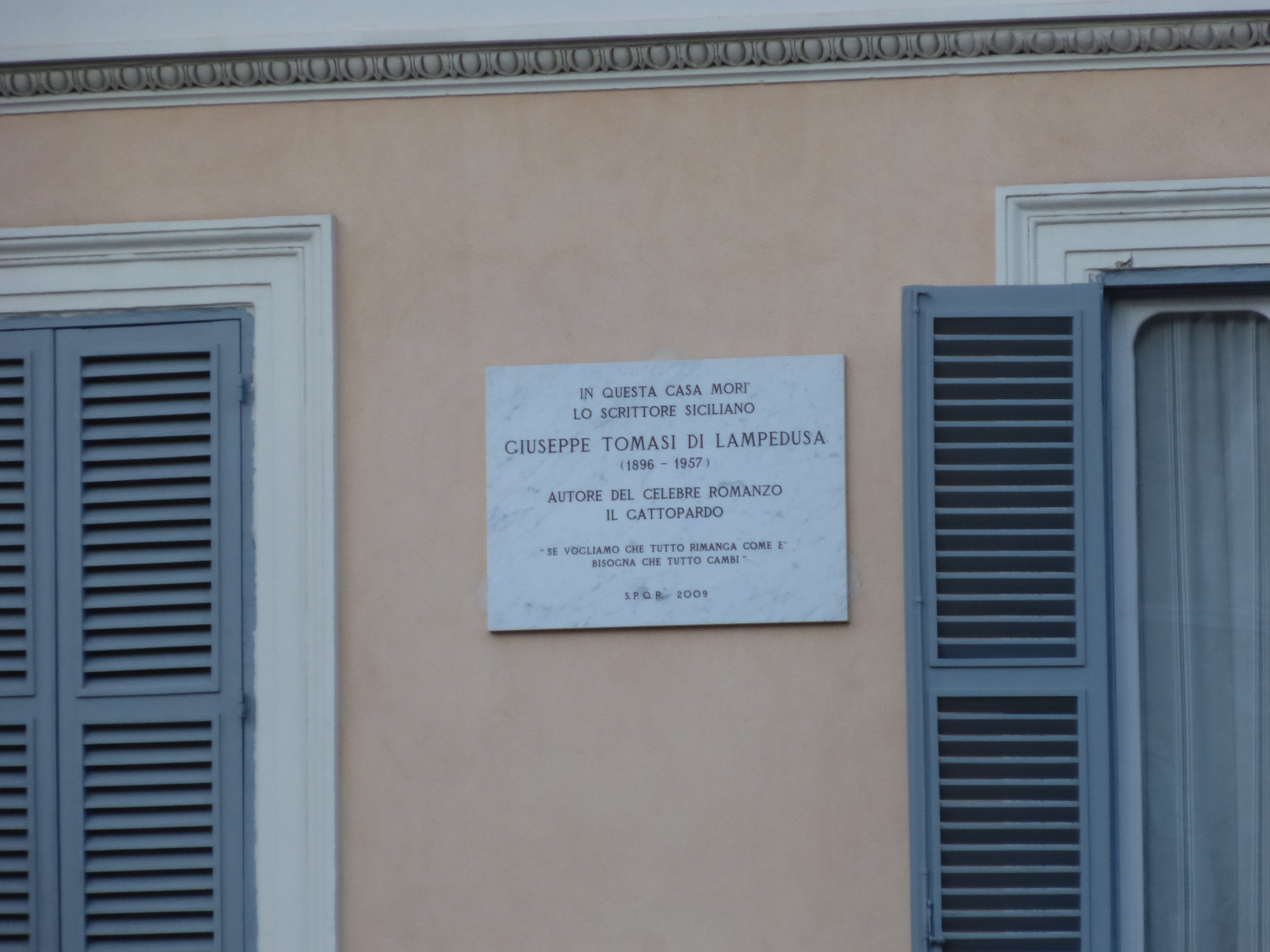
Lapide che ricorda la casa in cui morì Giuseppe Tomasi di Lampedusa nel 1957, sul lato nord-orientale della piazza
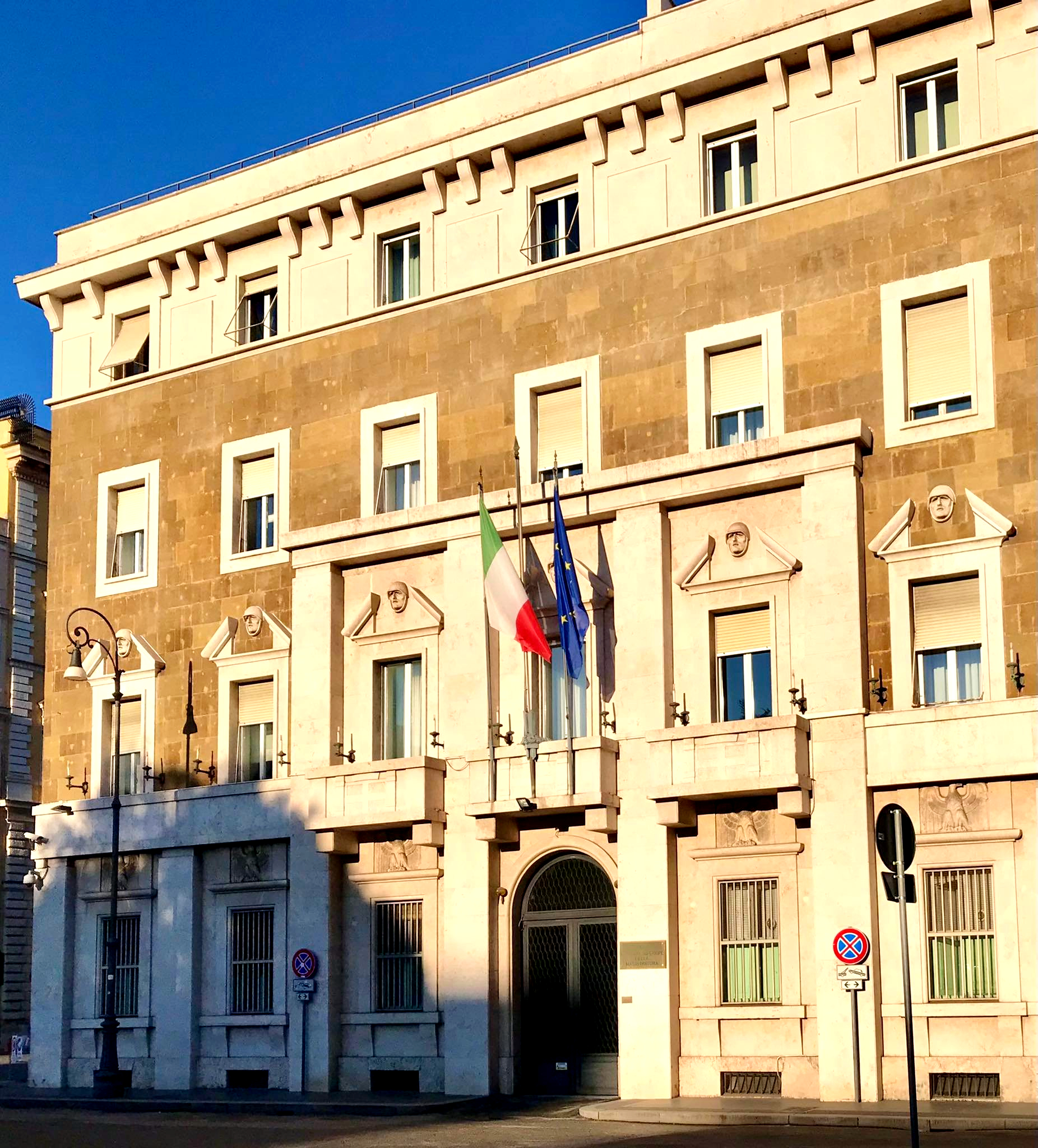
Il Palazzo dei Marescialli, sede del Consiglio Superiore della Magistratura, sul lato orientale della piazza
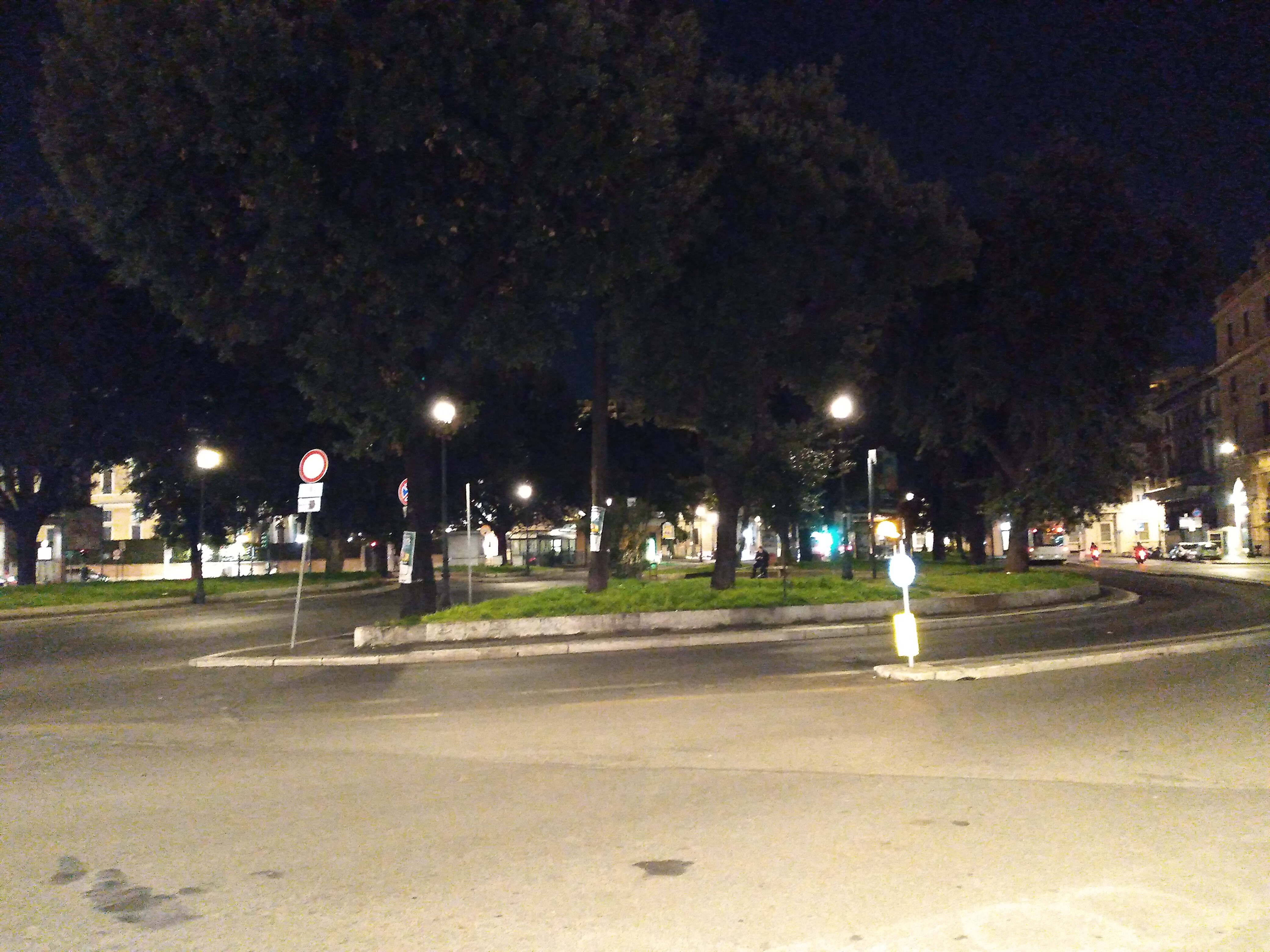
La piazza di notte, nel 2021
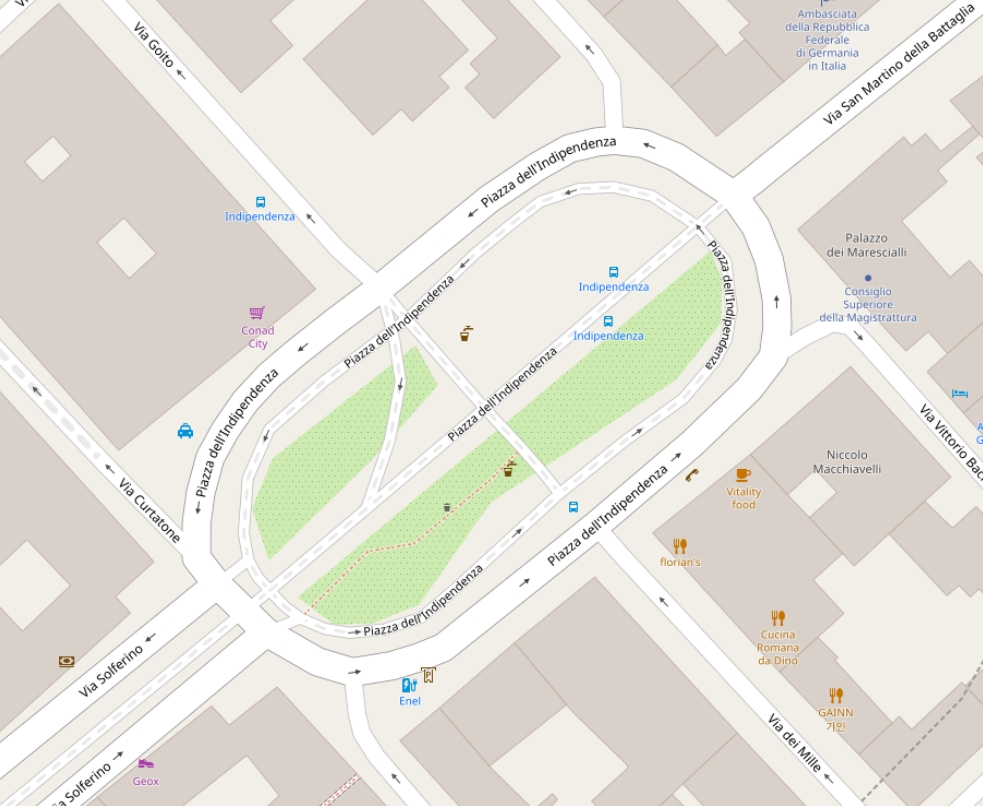
Mappa della piazza